# Sergei Iwanowitsch Mizkewitsch

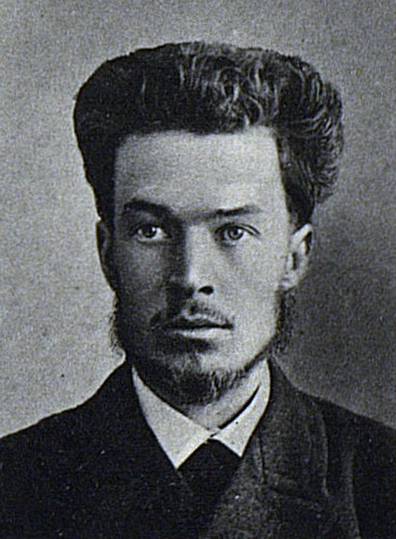
Sergei Iwanowitsch Mizkewitsch

Sergei Iwanowitsch Mizkewitsch (russisch Сергей Иванович Мицкевич, wiss. Transliteration Sergej Ivanovič Mickevič; geb. 6. Augustjul. / 18. August 1869greg. in Jaransk, Gouvernement Wjatka, Russisches Kaiserreich; gest. 12. September 1944 in Moskau, Sowjetunion) war ein russischer Arzt, Publizist und Museumsdirektor.

## Biografie
Mizkewitsch war der Sohn eines Offiziers der Russischen Armee. Von seinem Geburtsort Jaransk zog die Familie nach Libau, später nach Nischni Nowgorod, wo er eine Ausbildung im Kadettenkorps abschloss und von 1888 bis 1893 ein Medizinstudium an der Moskauer Universität absolvierte.
Während seiner Studentenzeit wurde er ein Vertreter der russischen revolutionären Bewegung und Mitbegründer des Mitte der 1890er Jahre gebildeten Moskauer Arbeiterbundes (Московский Рабочий Союз). Seit 1893 war er aktives Mitglied des sozialdemokratischen Kreises der Führenden Sechs (Руководящая шестерка, der Jahre 1893–1894), zu denen P. I. Winokurowa, Ja. Sponti, M. N. Mandelschtam (Ljadow), S. I. Mizkewitsch, A. Winokurow und S. I. Prokofjew gehörten. 1894 wurde er verhaftet, war zunächst in Einzelhaft im Taganka-Gefängnis und wurde im Februar 1897 Jahre nach Jakutien ins Kolymagebirge verbannt. 1898 wurde er aus dem Gefängnis in Oljokminsk entlassen, wo er als Arzt in Goldminen gearbeitet hatte.
Während der Februarrevolution 1917 war er in der Propaganda tätig und wurde im November 1917 aus dem Vorstand der Gesellschaft für Bolschewismus ausgeschlossen. Nach der Oktoberrevolution wurde er stellvertretender Vorsitzender des Saratower Sowjets. Nach der Gründung der Sowjetunion war er Mitorganisator des sowjetischen Gesundheitswesens. Von 1924 bis 1934 war er der erste Direktor des Revolutionsmuseums der UdSSR, für das er beispielsweise das Albom po istorii WKP(B) (Album zur Geschichte der Kommunistischen Allunions-Partei (Bolschewiki)) herausgab.

## Publikationen (Auswahl)
- (Hrsg.) Al'bom po istorii VKP/b [Album zur Geschichte der WKP/B], Moskau 1926
- Revoljucionnaja Moskva: 1888–1905. [Das revolutionäre Moskau] Chudož. literatura, 1940
- Записки врача-общественника 1888–1918 [Notizen eines Arztes 1888–1918]. Verlag "Медицина", 3. Ausgabe 1969